# Đam mê nghiệt ngã (phim truyền hình Việt Nam)
Đam mê nghiệt ngã là một bộ phim truyền hình được thực hiện bởi BHD cùng Hãng phim Việt do Nguyễn Minh Chung làm đạo diễn. Phim được mua kịch bản chuyển thể từ bộ phim truyền hình cùng tên của Colombia năm 2003. Phim phát sóng vào lúc 21h20 từ thứ 2 đến thứ 5 hàng tuần bắt đầu từ ngày 24 tháng 11 năm 2014 và kết thúc vào ngày 17 tháng 8 năm 2015 trên kênh VTV3.
Bộ phim gồm 2 phần phát sóng liên tiếp với tổng số tập là 80.

## Nội dung
Đam mê nghiệt ngã xoay quanh câu chuyện của hai tuyến gia đình: một bên là bốn anh em nhà nghèo Hải (Huy Khánh), Giang (Trương Thế Vinh), Hà (Nhan Phúc Vinh), Thủy (Oanh Kiều); bên kia là gia đình thượng lưu của Ông Bách (Văn Tùng) và Bà Lan (Trịnh Kim Chi) với ba cô con gái Thảo (Nguyệt Ánh), Quyên (Minh Thảo), Lưu Ly (Tường Vi). Hai gia đình có cuộc sống, địa vị và hoàn cảnh hoàn toàn khác nhau lại mang một mối hận thù sâu sắc khi ông Bách nảy sinh tình cảm với người xứng tuổi con cháu mình, đồng thời là cô em út trong gia đình bốn anh em. Mọi chuyện trở nên gay cấn khi Thủy thừa nhận có con với Ông Bách và cả hai bất ngờ qua đời sau đó, để lại cho hai bên gia đình nỗi tiếc thương và hận thù sâu sắc...

## Diễn viên

### Diễn viên chính
- Trịnh Kim Chi trong vai Bà Lan[1]
- Lê Bình trong vai Ông Tín[1]
- Huy Khánh trong vai Hải[1]
- Trương Thế Vinh trong vai Giang[1]
- Nhan Phúc Vinh trong vai Hà[1]
- Nguyệt Ánh trong vai Thạch Thảo[1]
- Minh Thảo trong vai Đỗ Quyên[1]
- Tường Vi trong vai Lưu Ly[1]
- Oanh Kiều trong vai Thủy/Yên Khê[1][10]
- Phương Mai trong vai Hải Yến
- Lê Văn Anh trong vai Phát[1]

### Diễn viên phụ
- Diệu Đức trong vai Bà En[1]
- Lý Anh Tuấn trong vai An
- Yến Nhi trong vai Chinh
- Kiều Ngân trong vai Băng[11]
- Bảo Trúc trong vai Dung[1][11]
- Tùng Lâm trong vai Việt[11]
- Anh Tài trong vai Lưu
- Xuân Hương trong vai Bà Úc
- Minh Thuận trong vai Ông Tùng[1]
- Văn Tùng trong vai Ông Bách
- Kha Nhật Huy trong vai Bình
- Phi Thanh Vân trong vai Phương Nhung
- Ngân Quỳnh  trong vai Bà Quý[12]
- David Phạm trong vai Cường

Cùng một số diễn viên khác...

## Nhạc phim
| Danh sách nhạc phim theo thứ tự xuất hiện | Danh sách nhạc phim theo thứ tự xuất hiện | Danh sách nhạc phim theo thứ tự xuất hiện | Danh sách nhạc phim theo thứ tự xuất hiện | Danh sách nhạc phim theo thứ tự xuất hiện | Danh sách nhạc phim theo thứ tự xuất hiện |
| STT                                       | Nhan đề                                   | Phổ lời                                   | Phổ nhạc                                  | Nghệ sĩ                                   | Thời lượng                                |
| ----------------------------------------- | ----------------------------------------- | ----------------------------------------- | ----------------------------------------- | ----------------------------------------- | ----------------------------------------- |
| 1.                                        | "Tình hiền"                               | Quốc Bảo                                  | Quốc Bảo                                  | Ái Phương, Lân Nhã                        | 3:55                                      |
| 2.                                        | "Ru"                                      | Quốc Bảo                                  | Quốc Bảo                                  | Nguyên Hà                                 | 1:58                                      |
| 3.                                        | "Em sẽ ở mãi bên anh"                     | Quốc Bảo                                  | Quốc Bảo                                  | Nguyên Hà                                 | 3:17                                      |
| 4.                                        | "Tàn phai"                                | Quốc Bảo                                  | Quốc Bảo                                  | Nguyên Hà                                 | 4:12                                      |
| 5.                                        | "Tình gian dối"                           | Nguyễn Minh Anh                           | Nguyễn Minh Anh                           | Phi Thanh Vân                             | 3:35                                      |
| 6.                                        | "Tiếng hát về khuya"                      | Tôn Thất Lập                              | Tôn Thất Lập                              | Nguyên Hà                                 | 5:36                                      |

## Sản xuất
Phim được mua kịch bản chuyển thể từ tiểu thuyết truyền hình cùng tên của Colombia, với Thùy Linh chịu trách nhiệm Việt hóa kịch bản. Bản gốc của bộ phim ban đầu dài 188 tập, tuy nhiên khi đi vào sản xuất thời lượng phim được rút ngắn xuống hơn 100 tập nhằm đảm bảo tính phù hợp với văn hóa người Việt. Quá trình quay phim chính của bộ phim đã bắt đầu từ cuối tháng 12 năm 2013, trong đó mất gần một năm để xử lý khâu hậu kỳ. Bộ phim quy tụ gần 100 diễn viên tham gia, với 24 người đảm nhận vai trò chính trong phim. Ba diễn viên nam chính của bộ phim được giao lần lượt cho Huy Khánh, Trương Thế Vinh và Nhan Phúc Vinh. Đam mê nghiệt ngã cũng đánh dấu lần hợp tác đầu tiên giữa hai diễn viên là Tường Vi và Trương Thế Vinh trong một dự án phim.

## Đón nhận
Là bộ phim được kỳ vọng sẽ tạo nên cơn "sốt" trên truyền hình, tại thời điểm phát sóng, Đam mê nghiệt ngã đã nhanh chóng giữ vị trí số một về tỷ suất người xem suốt hai phần phim. Bộ phim được khen ngợi vì nội dung kịch tính, diễn xuất của dàn diễn viên cùng những nút thắt mở cuối mỗi tập phim tạo nên sự tò mò cho khán giả, đồng thời cũng được coi là "món ăn tinh thần quen thuộc cho khán giả yêu thích phim truyền hình Việt". Dù vậy, bộ phim vẫn gây nên ý kiến trái chiều vì các tình tiết bất hợp lý trong phim cũng như diễn xuất không đồng đều của dàn diễn viên, bị đánh giá là "không bằng bản gốc" và "nhạt nhòa".

## Giải thưởng
| Năm  | Giải thưởng  | Hạng mục                  | (Người) đề cử | Kết quả | Tham khảo |
| ---- | ------------ | ------------------------- | ------------- | ------- | --------- |
| 2015 | Ấn tượng VTV | Phim truyền hình ấn tượng | —             | Đề cử   | [ 23 ]    |
| 2015 | Ấn tượng VTV | Diễn viên nam ấn tượng    | Huy Khánh     | Đề cử   | [ 24 ]    |